# Franz Deutmann

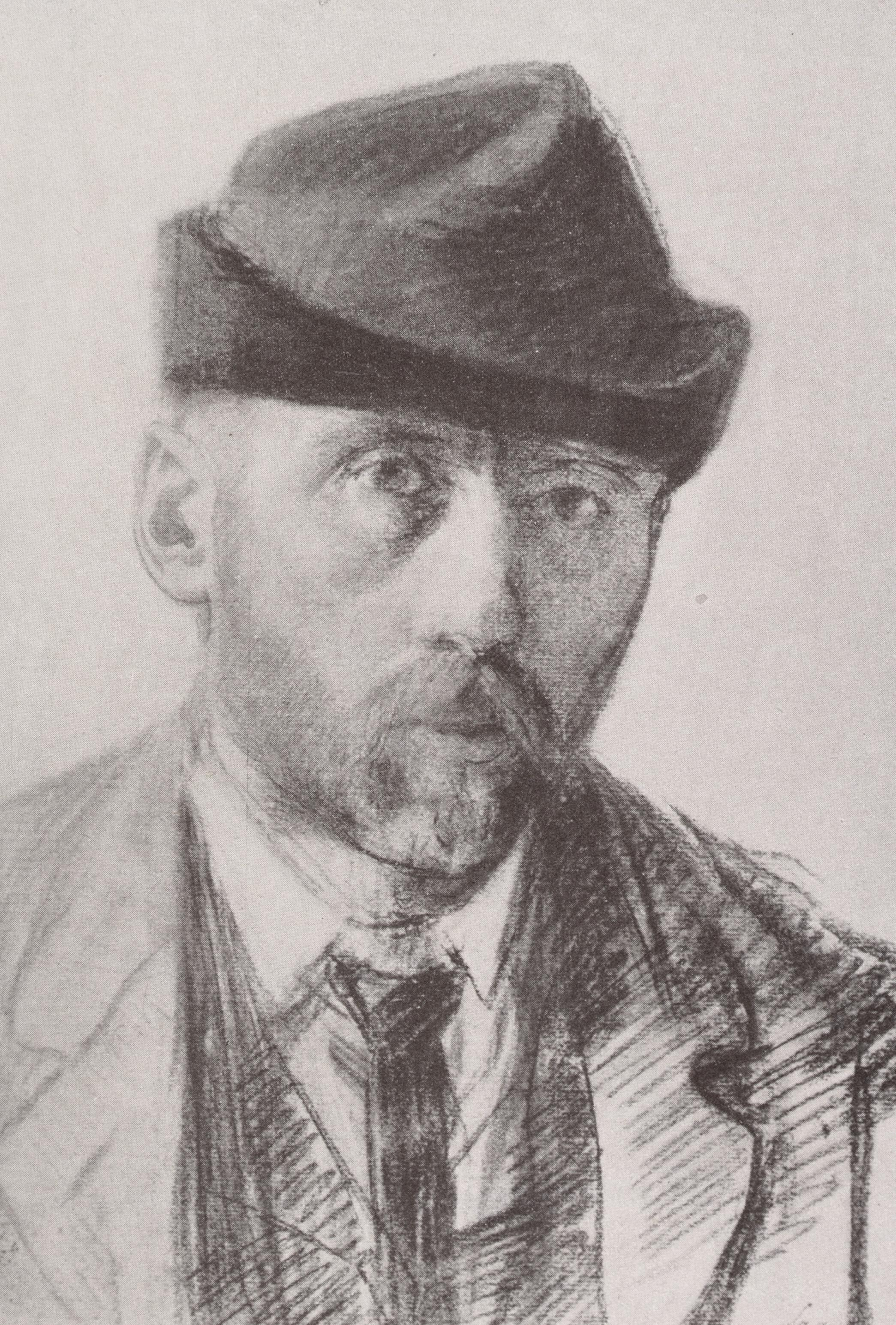
Selbstporträt (1902)

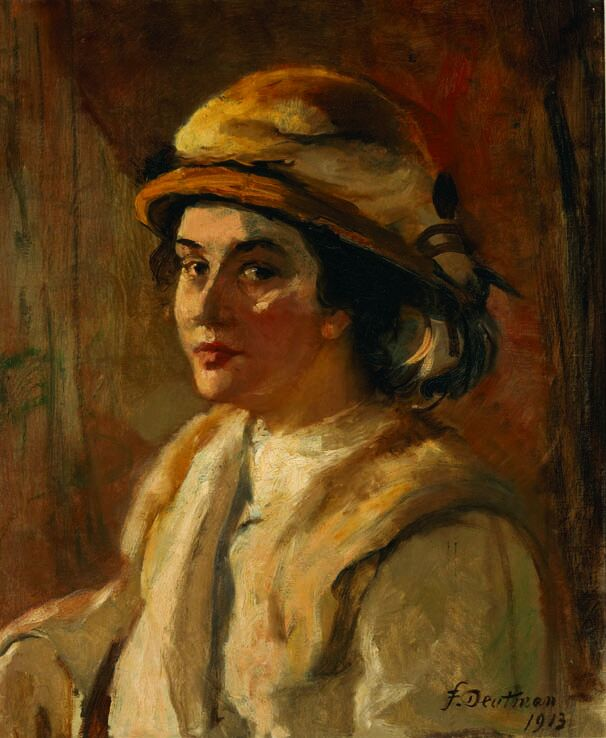
Frauenporträt (1913)

Franz Wilhelm Maria Deutmann (* 27. März 1867 in Zwolle; † 18. Juli 1915 in Blaricum) war ein niederländischer Maler und Fotograf der Larener Schule.
Franz Deutmann war der Sohn des Fotografen Franz Wilhelm Heinrich Deutmann (1840–1906) und der Bruder von Herman Deutmann (1870–1926), eines ebenfalls bekannten Fotografen. Er studierte als Maler bei Jan Derk Huibers (1829–1919) und nach einem kurzen Aufenthalt in Deutschland von 1884 bis 1887 an der Königlichen Akademie der Schönen Künste in Antwerpen bei Charles Verlat. 1891 kehrte er nach Amsterdam zurück und arbeitete ein Jahr lang im Photoatelier seines Vaters.
1892 zog er zur Künstlerkolonie in Laren, wo er vom Impressionismus beeinflusst wurde. 1896 mietete er in Amsterdam ein Atelier am Rozengracht-Kanal. Dort malte er Porträts, aber auch Figuren, draußen oder in Innenräumen. 1903 ließ sich Deutmann in einem Bauernhof in Laren nieder. Dem Beispiel von den Het-Gooi-Malern folgend, erhellte er seine Palette.
In seinen späteren Jahren zwangen ihn psychologische Schwierigkeiten, weiter in seinem Atelier zu arbeiten, wo er insbesondere eine Reihe von Blumenstillleben schuf. Ab 1911 lebte er am Eemnesserweg 19 in Blaricum im Haus „Heide-Weide“, wo später mehrere Maler und Schriftsteller wohnten, darunter Victor van Vriesland. Er starb 1915 in Blaricum im Alter von 48 Jahren.
Deutmann war Mitglied von Arti et Amicitiae und Kunstenaarsvereniging Sint Lucas.
Zu seinen Schülern zählten Eduard Gerdes und Theodora Elisabeth Wolterbeek Muller.

## Werke (Auswahl)
- Vlaams meisje (flämisches Mädchen), 1887, Öl auf Leinwand, 70 × 50,5 cm, Signatur links unten, „F.D. '87“, Singer Laren
- Selbstporträt, 1902, Kreidezeichnung, 44 × 31 cm, Universitätsbibliothek Leiden
- Landschaft mit Ziegen, Öl, 22 × 27 cm, Rijksmuseum Amsterdam
- Porträt eines bärtigen Mannes mit Orden auf der Brust, Öl, 55 × 45 cm, Signatur rechts Mitte: „F. Deutmann“, Stedelijk Museum